# 波斯乐器
波斯乐器又稱伊朗乐器，是波斯地區的樂器，大致可分为三类：伊朗傳統音樂乐器、伊朗西方音樂乐器和伊朗民間音樂乐器。大多数波斯乐器在曾經阿契美尼德帝国所轄的領土範圍內传播，遍及中东、高加索、中亚地区，并通过各種途徑传播到欧洲和亚洲地区。